# 영북중학교
영북중학교(永北中學校)는 대한민국 경기도 포천시 영북면 운천리에 있는 공립 중학교이다.

## 학교 연혁
- 1961년 5월 15일 : 영북중학교 설립인가(3학급)
- 1961년 6월 5일 : 개교
- 1961년 9월 4일 : 초대 허하룡 교장 취임
- 1978년 3월 4일 : 학칙 변경(18학급 편성)
- 1982년 3월 1일 : 중, 고 분리로 영북종합고등학교 이전
- 2013년 1월 24일 : 교과전용교실(국어, 수학, 영어) 설치
- 2022년 3월 1일 : 제25대 박태수 교장 취임
- 2023년 1월 5일 : 제60회 졸업식(2학급 41명 졸업, 총 9,887명)
- 2023년 3월 2일 : 제63회 입학식(2학급 39명)

## 참고 자료
- 영북중학교 - 한국교육학술정보원 학교알리미